# 佐伯喜三郎
佐伯 喜三郎（さえき きさぶろう　1908年 - 1939年8月1日）は、日本の元アマチュア野球選手。兵庫県出身。

## 来歴・人物
姫路中学（現・兵庫県立姫路西高等学校）から1927年に早稲田大学専門部に進み、野球をプレーした。ポジションは三塁手だった。大学野球で俊足の打者として頭角を現し、1931年には日米野球の全日本選抜メンバーに選出された。1932年度のリーグ戦では2番打者として活躍し、1番打者だった三原脩と並んで早大野球部史上最高の快脚コンビと謳われた。
早大卒業後応召され中国へ従軍。1939年8月1日に北支大名県竜王廟鎮で戦死した。享年30。
東京ドーム内の野球殿堂博物館にある戦没野球人モニュメントに、彼の名が刻まれている。